# Bataille de Chevalon
La bataille du plateau de Chevalon est une victoire de l'évêque de Grenoble, Isarn, sur une armée de Sarrasins qui s'est déroulée en l'an 965.

## Introduction
Au cours du Xe siècle, la Provence ne fut pas la seule à subir les attaques des Sarrasins. Vers 930, selon le Pr Philippe Sénac, un corps  de guerriers Sarrasins débarqué dans le sud-est de la Gaule, prit d'assaut le diocèse de Grenoble et des terres se trouvant à proximité. Chassé de son diocèse de Grenoble, l'évêque Isarn s'exila alors dans les alentours de Grenoble. Bien décidé à reprendre possession de son ancien domaine, Isarn prépara soigneusement sa contre-offensive. Afin d'atteindre cet objectif, Isarn devait dorénavant se fabriquer une puissante armée. Ayant sûrement des moyens financiers limités pour recruter, Isarn joua de la ruse et lança dans la contrée de Grenoble une proposition d'engagement. En échange d'un enrôlement dans son armée, chaque recrue recevrait une partie des terres que les Sarrasins possédaient alors dans les alentours du diocèse de Grenoble et laisseraient donc obligatoirement en cas de victoire d'Isarn. Même si l'aventure paraissait peu sûre et périlleuse, beaucoup se laissèrent tenter. C'est ainsi qu'en dix ans, des nobles, des guerriers et des paysans de la contrée de Grenoble répondirent massivement à l'appel d'Isarn et se rangèrent sous son aile.

## Déroulement
Ayant réussi à fabriquer son armée, Isarn allait pouvoir passer à la contre-attaque. Nous étions alors environ en 967, puisque les annales de Flodoard (919-966) n'en soufflent mot. Les troupes d'Isarn et les Sarrasins réglèrent l'affaire dans une rude bataille qui se déroula sur le plateau de Chevalon. Malgré une bataille assez acharnée, les Francs remportèrent la victoire et les Sarrasins furent complètement chassés de toutes les terres qu'ils occupaient dans la contrée de Grenoble. Alors que l'évêque Isarn put reprendre possession de son diocèse, ses soldats purent comme promis se partager les terres que les Sarrasins avaient un instant possédées dans les alentours du diocèse.

## Commentaires
Certains grands nobles de l’ancienne province du Dauphiné (départements français de l’Isère, des Hautes-Alpes, et de la Drôme) firent remonter la fortune de leurs ancêtres au temps de la croisade d'Isarn, c'est le cas des familles de Monteynard, de Sassenage et Alleman. Les noms de « Morletière », « Chassolière », « Pugnière » témoigneraient de l'existence de la bataille de Chevalon.